# توری کباب‌پزی

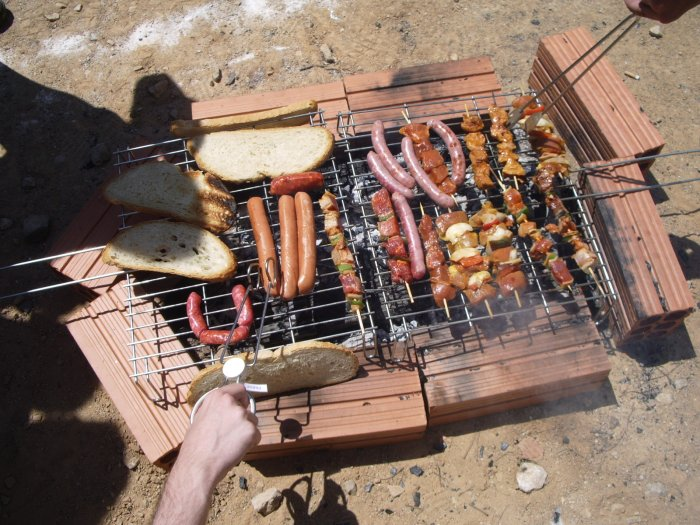
توری در حال استفاده

توری کباب‌پزی ابزاری فلزی است که معمولاً جهت نگه‌داشتن و کباب کردن قطعات گوشت قرمز و گوشت مرغ و ماهی به‌کار می‌رود. این وسیله را معمولاً با مفتول‌های نازک آهن ضد زنگ و به صورت مشبک می‌سازند. 